# コンパス (お笑いコンビ)
コンパスは、漫才協会所属のお笑いコンビ。旧コンビ名、練馬タートルズ。2006年1月結成。

## メンバー
西本 宏一（にしもと こういち、1981年5月10日（43歳） - ）
- ボケ担当。立ち位置は左。千葉県出身。血液型O型。身長161cm、体重90kg。既婚。
- 千葉県立流山北高等学校卒業。
- 以前は「ドリンク」というコンビで活動（プロダクション人力舎所属。1999年結成、2005年10月31日解散）。人力舎へは2003年にスクールJCAを経ずスカウトで所属した。
- R-1ぐらんぷり2009に「ドクターコミック」として出場。

中島 和彦（なかじま かずひこ、1981年3月3日（44歳） - ）
- ツッコミ担当。立ち位置は右。富山県出身。血液型O型。身長169cm、体重60kg。
- 富山国際大学付属高等学校、専門学校東京アナウンス学院卒業。
- 以前は「シティーハンター」（ホリプロコム所属）、「レンジでチン」（スーパー☆マンエンターテインメント所属）というコンビで活動。

## 芸風・逸話
2006年1月結成。当初は「練馬タートルズ」というコンビ名で活動していたが、2007年より現在の「コンパス」に改名した。
2011年、第10回漫才新人大賞にて大賞受賞。
漫才協会では、新宿カウボーイ、母心、カントリーズ、オキシジェンとともに「若手五つ星」として推し出していく方針を2016年の漫才大会で発表した。
2019年1月27日放送の『ガキの使いやあらへんで!』（日本テレビ系）にて、同番組恒例の「山-1グランプリ」にコンパスとして出演。西本が自身の子を抱いてネタを行い、優勝した。しかし後日、子育て世代の女性からは「赤ん坊をダシにしている」と非難が起こった。また、女性向け情報サイト『アサジョ』のライターである白根麻子から「インフルエンザの流行している季節に、普段から生活リズムが乱れており体調が万全でない番組スタッフなどが多数いる密閉空間に赤ん坊を連れて行くのは親としての自覚が足りない」と指摘された。
2024年、17年間所属していたユニバースを退社。フリーとなるが、引き続き漫才協会には所属している。
通常スタイルの漫才のほか、民謡を用いた音曲漫才も行うことも多い。立ち位置は普段は西本が左で中島が右だが、音曲の際は西本が三味線を弾くため左右を入れ替える。

## 賞レース戦績
- 2011年 第10回漫才新人大賞 大賞受賞
- 2015年 お笑いつるつるイッパイ!! 準大賞
- 2016年 M-1グランプリ 3回戦進出
- 2018年 M-1グランプリ 3回戦進出
- 2019年 第13回山-1グランプリ 優勝

## 出演

### テレビ
- フルサタ!（富山テレビ）- 中島のみ出演。
- 富山いかがdeSHOW（富山テレビ）
- ぐるぐるナインティナイン（日本テレビ、2009年1月30日）- 「おもしろ荘へいらっしゃい」コーナー
- エンタの天使（日本テレビ、2009年3月5日）- キャッチコピーは「食欲の羅針盤」
- 小熊のベア部屋（日本テレビ、2009年8月20日）
- 笑いの金メダルjr. くりぃむ杯（テレビ朝日、2004年6月）- 西本のみ「ドリンク」時代に出演。
- 笑撃60!（TBSテレビ）
- マジワラ（テレビ東京）
- M'zip（千葉テレビ）
- オンバト+（NHK総合）戦績3勝4敗 最高461KB - 初勝利を挙げた時の視聴者投票数は518票。番組最少投票数である。
- 年忘れ漫才競演（NHK総合、2009年12月23日）
- Youドキッ!たいむ（富山テレビ、2012年6月1日） - 中島が富山県出身という縁で毎年6月1日と2日に富山市の日枝神社で行われる『山王まつり（日枝神社大祭）』に出店している屋台のレポートを行った。それ以外にも中島が富山県出身者であることから、同番組のイチオシの芸人としてスタジオトークなどで何度か出演している。
- デイリーニュース（J:COM 東葛・葛飾）金曜日中継リポーター
- コンパスの松戸☆流山探偵団（J:COM 東葛・葛飾）
- ふれあい街歩き 今日はDoko!?行く??（J:COM 東葛・葛飾）
- ダウンタウンのガキの使いやあらへんで!（日本テレビ、2019年1月27日）山崎プレゼンツ 山-1グランプリ優勝

### ラジオ
- TOKYO FM ミュージックバード「あたりとしおのあたりきしゃかりき」
- 川崎FM「ちょっきんずのやっぱ川崎」

### WEB
- テレビライフ　お笑いトライアウト（第3シーズン2グループ　優勝）
- 真・三國無双 斬　ゲーム公式生放送出演(第1回～継続)

### ライブ
- 漫才大行進
- 笑って健康お笑い大行進
- 石井光三オフィスアッパーズ/ガチャライブ/笑ギャラリー/ホープ大賞/バカ爆走/青田買い/ビタミンB寄席/TOMATO LIVE/笑漫/ユニバースライブ
- 爆笑!名人劇場2012 - 2012年10月9日に富山県高岡文化ホールで行われた同会に中島が富山県出身という縁で招かれた。

### DVD
- アンジャッシュのタイツくん
- 若手芸人カタログ豆
- お笑い芸人パーフェクトカタログ